# Rudolf Härmates
Rudolf Härmates war ein estnischer Fußball- und Basketballspieler.

## Karriere
Rudolf Härmates spielte in seiner Fußballkarriere für die Vereine VVS Puhkekodu Tallinn und S.Ü. Esta Tallinn. Bei Puhkekodu Tallinn spielte er auch Basketball.
Im September 1937 spielte Härmates einmal in der Estnischen Nationalmannschaft im freundschaftlichen Länderspiel gegen Lettland in Riga.